# Donja Kovačica
Donja Kovačica (česky Dolní Kovačice) je vesnice v Chorvatsku v Bjelovarsko-bilogorské župě, spadající pod opčinu Veliki Grđevac. Nachází se asi 29 km severozápadně od Daruvaru. V roce 2011 zde žilo 278 obyvatel. V roce 1991 bylo 25,47 % obyvatel (94 z tehdejších 369 obyvatel) české národnosti.

## Sousední sídla
| Růžice kompasu | Slovinska Kovačica | Mala Pisanica  | Velika Pisanica | Růžice kompasu |
| Růžice kompasu | Orlovac            | Sever          | Veliki Grđevac  | Růžice kompasu |
| Růžice kompasu | Orlovac            | Donja Kovačica | Veliki Grđevac  | Růžice kompasu |
| Růžice kompasu | Orlovac            | Jih            | Veliki Grđevac  | Růžice kompasu |
| Růžice kompasu | Dražica            |                |                 | Růžice kompasu |